# 民間大使
民間大使（みんかんたいし）は都道府県ないし市町村などの地方公共団体や国際団体、文化団体、ボランティア1団体などが民間での国際交流を深めるため、留学生ないし一般市民とその子女より選出した者に委嘱する職名、あるいは称号のことをいう。また、個人として国際親善に寄与する活動をしている者が自称、あるいは他称により民間大使と称させることがある。

## 民間大使の概要
民間大使の名称は、様々な設置主体により定められており、外国人留学生に対して帰国後の国際親善を託する目的で委嘱され、在外研究の支援をすることや、国際交流行事への出席させるなどを目的として設置されている場合、または特定の地域・団体が国内の民間人またはその子女に対して、民間レベルでの国際交流を深めるため、留学ないし長期ホームステイを委嘱することを目的として、設置されている場合などがある。
アマチュア無線家は、短波で世界中のアマチュア無線家と無線交信する機会が多いことから、無線創生期から『民間大使』と言われている。
特に沖縄県や愛知県名古屋市では、行政が市民ないし学生に対し、国際交流を委嘱している事例が見られ、諸外国との学術・文化・経済など多様な面で交流が図られている。特に名古屋国際センターでは、これまでガーナ人の大学院生やウクライナ人の留学生を「なごや民間大使」に起用。名古屋を中心に母国の紹介や国際交流を行っている。2009年には1985年に「なごや民間大使」を務めたガーナ人の農学博士チャールズ・ポン・イエボアが帰国後国会議員となり、駐日本国ガーナ特命全権大使として日本に赴任。名古屋市の副市長を表敬している。